# Будинок лікарні і пологового притулку Г.Б. Бера (Запоріжжя)
Будинок лікарні і пологового притулку Г. Б. Бера — пам'ятка архітектури та містобудування місцевого значення. Внесений до Державного реєстру нерухомих пам'яток України (охоронний номер 9-Зп від 16.06.2011).

## Історія
У 1911 році лікар Генріх Бернгардович Бер, який на той час дев'ять років мешкав та працював в Олександрівську, надав до міської управи прохання про дозвіл на будівництво лікарні. Невдовзі дозвіл був отриманий та впродовж 1911—1912 років збудована лікарня.
Основним напрямком діяльності було приймання пологів; також працювали хірургічне та офтальмологічне відділення. Медичні послуги були платні, проте частину витрат сплачувала міська влада.
З початком Першої світової війни в лікарні були розміщені 50 ліжок для молодших офіцерів.
Після визволення міста від нацистів, у 1944 році в лікарні працював військовий шпиталь.
У повоєнні часи в приміщеннях лікарні був відкритий пологовий будинок № 1.
23.04.2021 рішенням сесії Запорізької міської ради будинок лікарні і пологового притулку Г. Б. Бера був переданий до державної власності до сфери управління Міністерства охорони здоров'я України, а саме — Запорізькому державному медичному університету.
На даний час будинок не використовується; потребує реставрації.

## Архітектура та планування
Побудована у стилі «модерн» будівля лікарні є двоповерховою спорудою; в тильній частині знаходиться напівпідвал. Має два прямокутних крила, що розташовані під прямим кутом та частково надбудований до трьох поверхів колишній житловий блок.
Внутрішнє планування будинку коридорного, а у житловому блоці — секційного типу.
Будинок обладнаний двома входами з вулиці, одним зі двору та пов'язаними з ними трисходовими клітками з кам'яними двомаршевими сходами.
Фасади обличковані цеглою, цокольна частина — гранітними блоками з колотою поверхнею.
Металева огорожа сходів прикрашена накладними розетками.
На сходовій клітці другого поверху зберіглася  пам'ятна дошка з написом: «1879 г. — 1938 г. 1-е послеродовое отделение имени доктора Татаринова И. Н.».
У 2019 році на фасаді будинку встановлено меморіальну дошку на знак вшанування пам'яті Генріха Бера.